# Arquero volante
Arquero volante o Golero Peligro es el nombre con que se conoce en Argentina y Uruguay a una variante del fútbol en la que la función del portero es más flexible que lo normal. La posición de portero es tomada por cualquier jugador, que puede dejar su arco y participar activamente en el juego de campo. Sin embargo, cuando el equipo se encuentra  defendiendo, el jugador vuelve a la valla y asume la función de portero una vez más. Solo un jugador puede ser el portero  y manejar la pelota. Una vez el peligro ha pasado, aquel jugador (el "arquero volante") vuelve al juego de campo.
Esta forma de juego solo se utiliza en partidos de fútbol informales, normalmente por niños, y a menudo cuando los jugadores quieren tener una función más activa en el juego que lo que la posición del portero normalmente permitiría; también puede ser aplicado cuándo el número de los jugadores por lado es baja.
Esta variante se puede utilizar para nivelar equipos que no tienen la misma cantidad de jugadores: el equipo con un hombre extra tendrá un jugador obligado a quedarse en el arco permanentemente; el otro equipo jugará con arquero volante.

## Arquero fantasma
Una variación diferente se conoce como "arquero fantasma". En esta variación, no hay un jugador escogido como el portero de un equipo, y todos los jugadores participan en el juego de campo, normalmente dejando la posición del portero abierta. Cuando el otro equipo ataca, se permite al jugador más cercano al arco tocar la pelota con las manos, asumiendo la función de portero. Esto puede crear controversia sobre quién era el jugador más cercano al arco. Para evitarlo se puede requerir que los jugadores griten una palabra acordada para permitirles tocar la pelota con la mano.

## En la cultura popular
La banda de punk Los Morrones publicó en su disco Y bue... (2007) un tema llamado "Arquero volante", que alcanzó cierta popularidad.